# Uraltranszmas
Az Uraltranszmas (cirill betűkkel: Уралтрансмаш), teljes nevén Uráli Közlekedési Gépgyár (Уральский завод транспортного машиностроения, magyar átírásban: Uralszkij zavod transzportnovo masinosztrojenyija) orosz gépgyár Jekatyerinburgban, amely katonai és polgári termékeket is készít. Az egyetlen olyan gyár Oroszországban, amely önjáró tüzérségi eszközöket gyárt. Emellett olajipari berendezéseket és villamosokat állít elő.

## Fontosabb gyártmányai

### Haditechnikai eszközök
- 2SZ19 Mszta–SZ – 152 és 155 mm-es önjáró löveg
- 2SZ3 Akacija – 152 mm-es önjáró löveg
- GMZ–3 – lánctalpas aknatelepítő jármű

### Villamosok
- 71-407